# Скалы на берегу Михайловского пруда
Скалы на берегу Михайловского пруда — скалы в Михайловске Нижнесергинского района Свердловской области. Памятник природы: геологический разрез, где наиболее полно на Урале представлены отложения девонской и силурийской систем. Является стратотипом отложений михайловского горизонта девонского периода. Комплекс скальной флоры.

## Описание
Скалы расположены по обе стороны плотины Михайловского пруда на реке Серге. Сложены известняками, которые переслаиваются с доломитами и кварцевыми песчаниками. В этих обнажениях наиболее полно на Урале представлены отложения силурийской системы и нижней половины девонской. Общая мощность разреза свыше 500 м. Разрез содержит богатую ископаемую фауну, включающую кораллы, брахиоподы, трилобиты, остракоды. В разрезе установлены местные региональные стратиграфические подразделения силурийской системы: шемахинские, воронинские, кубинские и демидские слои, в нижней части девонских отложений — михайловский горизонт, для которого обнажение является стратотипом.
На скалах — комплекс скальной флоры.

## Охранный статус
Скалы на Михайловском пруду являются памятником природы областного значения — геоморфологическим и ботаническим. Общая площадь охраняемой территории — 352 га.